# Ранцо
Ранцо (итал. Ranzo) — коммуна в Италии, располагается в регионе Лигурия, в провинции Империя.
Население составляет 570 человек (2008 г.), плотность населения составляет 49 чел./км². Занимает площадь 12 км². Почтовый индекс — 18028. Телефонный код — 0183.
Покровителем коммуны почитается святой Донат из Ареццо, празднование 7 августа.

## Демография
Динамика населения:

## Администрация коммуны
- Официальный сайт: